# Паскевич, Степан Фёдорович
 Степан Фёдорович Паскевич  (1785—1840) — русский государственный деятель малороссийского происхождения, член Совета министра внутренних дел, губернатор. Родной брат фельдмаршала Ивана Фёдоровича Паскевича.

## Биография
В восьмилетнем возрасте был определён в Пажеский корпус, откуда 10 декабря 1803 года был выпущен из камер-пажей поручиком в Фанагорийский гренадерский полк. В 1805 году был в походе в Галиции, Силезии и Моравии и в сражении под Аустерлицем получил рану в правую руку. В следующем году в чине штабс-капитана он участвовал в действиях против турок в Молдавии и Валахии, за отличие получил золотую шпагу с надписью «за храбрость» и орден Св. Анны 4-й степени за дело под Браиловым.
Затем он находился в Болгарии, участвовал в сражении при Базарджике, где снова отличился, получив золотой крест и орден Св. Владимира 4-й степени — за участие в штурме, а также орден Св. Анны 2-й степени — за разбитие войск великого визиря; 14 июня 1810 года, уже в чине капитана, за отличие он был переведён на службу в лейб-гвардии Егерский полк. За дело при селении Батине (26 августа 1810 года), в котором была разбита 40-тысячная армия турок, С. Ф. Паскевич получил орден Св. Георгия 4-й степени (26.11.1810).
В 1812 году Паскевич был переведён на службу в Орловский пехотный полк с производством в подполковники; участвовал в сражениях под Смоленском, Бородино, Тарутино и Малоярославцем, а в 1813 году — под Магдебургом. В этом же году (15 декабря) вышел в отставку, а 3 февраля 1816 года был произведён в полковники.
Через четырнадцать лет Паскевич вступил в гражданскую службу, будучи назначен 1 февраля 1827 года исправляющим должность Слободско-Украинского вице-губернатора с причислением к Министерству финансов. Спустя месяц, 1 марта, он был переименован в коллежские советники, а 11 ноября последовало утверждение его в должности вице-губернатора.
Затем в чине статского и действительного статского советника С. Ф. Паскевич занимал следующие должности: с 1827 по 1831 год — Слободско-Украинского вице-губернатора, с 2 июля 1831 по 8 октября 1832 — Тамбовского губернатора, с 2 апреля 1834 до 13 января 1835 — Курского губернатора, с 13 января 1835 по 23 апреля 1836 — Владимирского губернатора. В 1837—1839 годах был членом Совета министра внутренних дел, болел и много лечился за границей. Умер 9 (21) апреля 1840 года. Был похоронен на Волковском православном кладбище в Санкт-Петербурге (Мельниковская дорога). Сохранилось массивное надгробие из тёмного гранита, увенчанное крестом и украшенное барельефным изображением родового герба и портретным медальоном С. Ф. Паскевича.
Считается, что он стал прообразом полковника Скалозуба комедии «Горе от ума».

## Семья
Жена: Екатерина Алексеевна, урождённая Троцкая, дочь  Алексея Георгиевича Троцкого (1759-?), поручика в отставке, судьи пирятинского поветового земского  суда и  Ульяны Троцкой. В 1818 году за отцом числилось небольшое имение в с.Повстин Пирятинского уезда и 141 крепостных душ м.п. Вторым мужем Е.Троцкой был  подполковник Арбенев Дмитрий Петрович  (1800-1849), внук Арбенева Иоасафа Иевлевича (1742 — 1808)  российского военачальника, генерала от инфантерии.
Дети:
1. Иван Степанович Паскевич, (1825- 1894) камергер,  действительный статский советник с 1880 г., чиновник особых поручений IV класса министерства иностранных дел при варшавском генерал-губернаторе для иностранной переписки (1882), с 1857 в звании камер-юнкера. Владелец родовых имений в Костромской губернии 3500 и Полтавской 2000 десятин  земли,  благоприобретенных в Полтавской губернии 540 десятин (1882). В 1866 году женился на Евдокии Гавриловне Сухановой (1846-1887),  владелице родовых имений в Херсонской губернии 17000 десятин земли (1882)[2]. В браке родился сын  Борис Иванович Паскевич (1866-1915). В 1875  брак  расторгнут.  Иван Паскевич похоронен 19 июля 1894 в Александре Невской лавре (Никольском кладбище)[3].
2. Алексей Степанович Паскевич (1828/29-?)[2]